# Катич, Илия
Илия Катич (серб. Илија Катић; род. 20 июля 1945, Белград) — югославский футболист, нападающий. Футболист года в Швейцарии в 1975 и 1976 годах (иностранные игроки).

## Клубная карьера
В 1964—1968 годах нападающий играл за «Славонию» во втором дивизионе. В 1967 году перешёл в белградский «Партизан». В сезоне 1968/69 Илия сыграл 31 матч и забил 10 голов в чемпионате Югославии, клуб занял третье место в чемпионате. В сезоне 1969/70 Илия Катич сыграл 30 матчей и забил 10 голов в первом дивизионе, «Партизан» занял второе место. В кубке ярмарок 1969/70 нападающий сыграл два матча в 1/32 финала против венгерского клуба «Уйпешт Дожа». В сезоне 1970/71 нападающий забил 2 гола в 17 матчах, «Партизан» занял 5 место в чемпионате. В кубке ярмарок 1970/71 он сыграл два матча. «Партизан» уже в первом раунде вылетел из турнира, проиграв «Динамо» из Дрездена. В сезоне 1971/72 нападающий забил 3 гола в чемпионате. В сезоне 1972/73 футболист сыграл 32 матча и забил 3 гола в чемпионате.
В 1973 году Илия перешёл в швейцарский «Цюрих». В сезоне 1973/74 нападающий забил 16 голов в 26 матчах и помог клубу выиграть чемпионат. В кубке обладателей кубков 1973/74 «Цюрих» обыграл бельгийский «Андерлехт», шведский «Мальмё» и в 1/4 финала проиграл португальскому «Спортингу». Илия Катич сыграл 6 матчей и забил 2 гола. В чемпионате Швейцарии 1974/75 нападающий стал лучшим бомбардиром, забив 23 гола в 26 матчах, в вновь стал чемпионом. В Кубке европейских чемпионов 1974/75 Илия Катич сыграл 2 матча и забил 2 гола, «Цюрих» проиграл английскому «Лидс Юнайтед». В Национальной лиге А 1975/76 забил 11 голов в 23 матчах и выиграл в третий раз подряд чемпионат Швейцарии. В кубке Швейцарии «Цюрих» благодаря голу Катича победил «Серветт» в финале турнира со счётом 1:0. В кубке чемпионов 1975/76 нападающий сыграл 2 матча и забил 1 гол, «Цюрих» проиграл венгерскому ФК «Уйпешт Дожа».
В 1976 году нападающий перешёл в испанский «Бургос». Первый матч в Примере футболист сыграл 5 сентября 1976 года против «Эспаньола» (1:2). Первые голы за клуб забил 24 октября в матче против «Малаги». Игра закончилась со счётом 3:0, нападающий забил на 7 и 79 минутах. В сезоне 1979/80 Илия Катич был играющим тренером ФК «Ла-Шо-де-Фон».

## Карьера в сборной
В декабре 1968 года нападающий сыграл в двух товарищеских матчах против Бразилии (2:3) и Аргентины (1:1). В 1969 году футболист провёл один матч в отборочном турнире чемпионата мира против Испании (1:2).

## Достижения
- Чемпион Швейцарии: 1973/74 , 1974/75, 1975/76
- Обладатель кубка Швейцарии: 1975/76
- Лучший бомбардир чемпионата Швейцарии: 1974/75 (23 гола)
- Футболист года в Швейцарии (иностранные игроки): 1975, 1976

## Статистика выступлений
| Клуб               | Сезон            | Лига | Лига | Кубки | Кубки | Еврокубки | Еврокубки | Итого | Итого |
| Клуб               | Сезон            | Игры | Голы | Игры  | Голы  | Игры      | Голы      | Игры  | Голы  |
| ------------------ | ---------------- | ---- | ---- | ----- | ----- | --------- | --------- | ----- | ----- |
| Славония           | 1964/65          | 6    | 5    | ?     | ?     | -         | -         | 6+    | 5+    |
| Славония           | 1965/66          | 25   | 15   | ?     | ?     | -         | -         | 25+   | 15+   |
| Славония           | 1966/67          | 32   | 23   | ?     | ?     | -         | -         | 32+   | 23+   |
| Славония           | 1967/68          | 32   | 13   | ?     | ?     | -         | -         | 32+   | 13+   |
| Славония           | Итого            | 95   | 56   | ?     | ?     | 0         | 0         | 95+   | 56+   |
| Партизан (Белград) | 1968/69          | 31   | 10   | 4     | 2     | 0         | 0         | 35    | 12    |
| Партизан (Белград) | 1969/70          | 30   | 10   | 1     | 0     | 2         | 0         | 33    | 10    |
| Партизан (Белград) | 1970/71          | 17   | 2    | 1     | 0     | 2         | 0         | 20    | 2     |
| Партизан (Белград) | 1971/72          | 23   | 3    | 1     | 0     | 3         | 1         | 27    | 4     |
| Партизан (Белград) | 1972/73          | 32   | 3    | -     | -     | 0         | 0         | 32    | 3     |
| Партизан (Белград) | Итого            | 133  | 28   | 7     | 2     | 7         | 1         | 147   | 31    |
| Цюрих              | 1973/74          | 26   | 16   | 2     | 2     | 8         | 2         | 36    | 20    |
| Цюрих              | 1974/75          | 26   | 23   | 7     | 2     | 6         | 5         | 39    | 30    |
| Цюрих              | 1975/76          | 23   | 11   | 11    | 10    | 7         | 2         | 41    | 23    |
| Цюрих              | 1976/77          | 0    | 0    | 0     | 0     | 1         | 0         | 1     | 0     |
| Цюрих              | Итого            | 75   | 50   | 20    | 14    | 22        | 9         | 117   | 73    |
| Бургос             | 1976/77          | 31   | 4    | 0     | 0     | 0         | 0         | 31    | 4     |
| Бургос             | Итого            | 31   | 4    | 0     | 0     | 0         | 0         | 31    | 4     |
| Ксамакс            | 1977/78          | 9    | 2    | 1     | 0     | 0         | 0         | 10    | 2     |
| Ксамакс            | Итого            | 9    | 2    | 1     | 0     | 0         | 0         | 10    | 2     |
| Ла-Шо-де-Фон       | 1979/80          | 19   | 1    | 1     | 0     | 0         | 0         | 20    | 1     |
| Ла-Шо-де-Фон       | Итого            | 19   | 1    | 1     | 0     | 0         | 0         | 20    | 1     |
| Всего за карьеру   | Всего за карьеру | 362  | 141  | 29+   | 16+   | 29        | 10        | 420+  | 167+  |